# Deinopis guasca
Espèce
Deinopis guasca est une espèce d'araignées aranéomorphes de la famille des Deinopidae.

## Distribution
Cette espèce est endémique du Rio Grande do Sul au Brésil,.

## Publication originale
- Mello-Leitão, 1943 : Catálogo das aranhas do Rio Grande do Sul. Arquivos do Museu Nacional do Rio de Janeiro, vol. 37, p. 147-245.